# Josip Gjergja
Josip Gjergja (Arbanasi, Zadar, 11. veljače 1911. – Beograd, 18. veljače 1990.), hrvatski političar i diplomat.
Član KPJ od 1934., na robiji od 1935. – 1938. Tajnik Agitpropa CK KPH od 1940. Sudionik antifašističkog rata od 1941. Nakon Drugog svjetskog rata veleposlanik u Albaniji, Bugarskoj, Egiptu, Libiji, Indiji i Burmi. Pomoćnik jugoslavenskog ministra vanjskih poslova od 1959. – 1963., zastupnik (1963. – 1972.) i potpredsjednik Savezne skupštine SFRJ (1970. – 1972.). Podnio ostavku 1972. radi neslaganja s Titovom politikom obračuna s vodstvom SKH.